# Cherbourg-Ouest
Pour les articles homonymes, voir Cherbourg.
Cherbourg-Ouest est un village de l'Est du Québec situé sur la péninsule gaspésienne dans la région du Bas-Saint-Laurent faisant partie de la municipalité de Saint-Jean-de-Cherbourg dans la municipalité régionale de comté de Matane au Canada.

### Source en ligne
- Commission de toponymie du Québec